# Schwefelgirlitz
Der Schwefelgirlitz (Crithagra sulphurata, Syn.: Serinus sulphuratus) ist eine Finkenart aus der Unterfamilie der Stieglitzartigen. Der Schwefelgirlitz kommt in Ost- und Südafrika sowie den Gebirgen des Großen Afrikanischen Grabenbruchs vor.
Es werden mehrere Unterarten unterschieden. Die IUCN stuft den Schwefelgirlitz als nicht gefährdet (least concern) ein. Die Art wird gelegentlich in Europa auch als Ziervogel gehalten.

## Erscheinungsbild
Der Schwefelgirlitz erreicht eine Körperlänge von 15 Zentimetern und gehört damit zu den größten Girlitzarten. Das Federkleid der beiden Geschlechter ähnelt sich, allerdings sind die Weibchen in ihrer Gefiederfarbe etwas matter.
Die Körperoberseite sowie der Bartstreif sind grünlich-gelb. Ein breiter Überaugenstreif sowie der Bartstreif sind leuchtend gelb. Auch ein Wangenfleck ist gelb. Die Flügeldecken sind gelb gesäumt. Die Körperunterseite sowie das Kinn und die Kehle sind leuchtend gelb. Die Schwingen und der Schwanz sind grüngrau mit gelben Säumen. Der Schnabel ist für eine Girlitzart groß und kräftig. Die Augen sind braun, die Beine sind dunkelbraun.
Verwechslungsmöglichkeiten bestehen vor allem mit dem Gelbbauchgirlitz, dieser ist allerdings etwas kleiner und hat einen deutlich kleineren Schnabel als der Schwefelgirlitz. Das Bauchgefieder dieser Girlitzart ist außerdem leuchtend gelb.

## Verbreitungsgebiet und Lebensraum
Das Verbreitungsgebiet des Schwefelgirlitz ist Kenia, Uganda, Tansania und der Osten Zaires bis zum Osten der Kapprovinz. Die Höhenverbreitung reicht von den Tiefebenen an der Küste bis in Höhenlagen von 2.800 Metern. Sein Lebensraum ist offenes Gelände mit vereinzelten Bäumen und Sträuchern. Er kommt auch in Ufervegetation und Marschen vor. Der Schwefelgirlitz hat sich auch menschlichen Siedlungsraum erschlossen und kommt unter anderem auf Plantagen und in Gärten vor.

## Lebensweise
Der Schwefelgirlitz lebt überwiegend einzeln oder in Paaren. Gelegentlich bilden sich lockere Trupps, die aus vier bis zwölf Individuen bestehen. Sehr selten versammeln sich an Stellen mit reichem Nahrungsangebote auch bis zu dreißig Individuen, generell ist er aber weniger gesellig als andere Girlitzarten. Seine Nahrung sucht er überwiegend auf dem Boden, wo er sich meist hüpfend bewegt. Er ist gewöhnlich ein wenig ruffreudiger und unauffälliger Vogel, nur während der Fortpflanzungszeit sitzt er gelegentlich auf erhöhten Warten. Die Nahrung besteht aus Samen, kleinen Früchten und Blüten. Er frisst auch Knospen, Blätter und Triebe. Grundsätzlich frisst er mehr Früchte als dies bei anderen Arten seiner Gattung der Fall ist.
Schwefelgirlitze sind monogame und territoriale Einzelbrüter. Sie brüten bevorzugt in dornigen Sträuchern und errichten ihre Nester gewöhnlich in einer Höhe von ein bis zwei Meter über dem Erdboden. Das Nest ist ein kleiner Napf, der aus kleinen Wurzeln, Ästchen, Pflanzenstängeln und trockenem Gras gebaut wird. Das Gelege besteht aus drei bis vier Eiern, die reinweiß oder grünlich-weiß sind. Es brütet allein das Weibchen. Die Brutdauer beträgt vierzehn, die Nestlingszeit 17 Tage. Die Jungvögel werden von den Elternvögeln weitere zwei Wochen versorgt, bis sie selbständig sind.
Von 100 Schwefelgirlitzen, die die ersten sechs Monate überlebt haben, erreichen mindestens 52 das nächste Lebensjahr. Zwei Weibchen, die als adulte Vögel beringt wurden, wurden sieben Jahre später wieder gefangen.

## Einzelbelege
1. ↑  Fry et al., S. 489
2. 1 2  Fry et al., S. 490.
3. ↑  Fry et al., S. 491